# Calliphaula filiola
Calliphaula filiola là một loài bọ cánh cứng trong họ Cerambycidae.